# 30è Festival Internacional de Cinema de Moscou
El 30è Festival Internacional de Cinema de Moscou es va celebrar entre el 19 i el 28 de juny de 2008. El Jordi d'Or fou atorgat a la pel·lícula iraniana Be hamin sadegi dirigit per Reza Mirkarimi.

## Jurat
- Liv Ullmann (Noruega – President)
- Michael Glawogger (Àustria)
- Irina Rozanova (Rússia)
- Derek Malcolm (Gran Bretanya)
- Sebastián Alarcón (Xile)

## Pel·lícules en competició
Les següents pel·lícules foren seleccionades per la competició:
| Títol original                | Director(s)          | País de producció |
| ----------------------------- | -------------------- | ----------------- |
| Absurdistan                   | Veit Helmer          | Alemanya          |
| Duiande zhangzheng            | Li Xin               | R.P. de la Xina   |
| Zift                          | Javor Gardev         | Bulgària          |
| Sof Shavua B'Tel Aviv         | Dror Zahavi          | Israel            |
| Giorni e nuvole               | Silvio Soldini       | Itàlia            |
| Der Mond und andere Liebhaber | Bernd Böhlich        | Alemanya          |
| Mao Ce Dun                    | Besnik Bisha         | Albània           |
| Veðramót                      | Guðný Halldórsdóttir | Islàndia          |
| Odnazhdy v provintsii         | Katya Shagalova      | Rússia            |
| The Visitor                   | Tom McCarthy         | Estats Units      |
| Majdnem szüz                  | Péter Bacsó          | Hongria           |
| Amanecer de un sueño          | Freddy Mas Franqueza | Espanya           |
| Un cœur simple                | Marion Laine         | França            |
| Be hamin sadegi               | Reza Mirkarimi       | Iran              |
| Rayskie ptitsy                | Roman Balayan        | Ucraïna           |
| Sad                           | Sergei Ovcharov      | Rússia            |

## Premis
- Jordi d'Or: Be hamin sadegi de Reza Mirkarimi
- Premi Especial del Jurat: Jordi de Plata: Un cœur simple de Marion Laine
- Jordi de Plata:
  - Millor Director: Javor Gardev per Zift
  - Millor Actor : Richard Jenkins per The Visitor
  - Millor Actriu : Margherita Buy per Giorni e nuvole
- Jordi de Plata a la millor pel·lícula de la competició "Perspectiva": Cumbia Connection de Rene U. Villareal
- Premi a la carrera: Takeshi Kitano
- Premi Stanislavsky: Isabelle Huppert
- Premi FIPRESCI: Odnazhdy v provintsii de Katya Shagalova
- Premi del Jurat dels Crítics Russos a la Millor Pel·lícula en Competició: Be hamin sadegi de Reza Mirkarimi